# そり舌鼻音
そり舌鼻音（そりじた びおん）は子音の種類の一つ。硬口蓋に舌をそらせて閉鎖を作り、口蓋帆を下げて呼気を鼻へも通すことによって生じる音。国際音声記号では [ɳ] と書く。

## 特徴
- 気流の起こし手 - 肺臓気流機構によって生じる呼気。
- 発声 - 声帯の振動を伴った有声音。
- 調音
  - 調音位置 - 持ち上げられた舌尖と歯茎後部によるそり舌音。
  - 調音方法
    - 口腔内の気流 -
    - 調音器官の接近度 - 完全な閉鎖とその開放による閉鎖音。
    - 口蓋帆の位置 - 口蓋帆を下げて鼻腔へも呼気を送った鼻音。

## 言語例
- インド・ヨーロッパ語族
  - インド・イラン語派に属する多くの言語 - サンスクリット、ヒンディー語などで用いられる。
    - ヒンディー語: ण (ṇa)
    - シンハラ語: ණ (ṇa)

  - スウェーデン語 - 母音後の rn で表される音。
- ドラヴィダ語族に属する多くの言語 - タミル語: ண (ṇa)、マラヤーラム語など